# 第六届全国人民代表大会代表名单
中华人民共和国第六届全国人民代表大会代表共2978人，任期從1983年6月至1988年3月。

## 代表名单

### 北京市（70名）
王汉斌、王忠烈、王恺谋、王群、王碧霖、叶才民、叶林、叶佩英、史定潮、史静贤、白介夫、白寿彝、朱觉、朱维林、朱德熙、刘仁、刘达、刘渡舟、刘德珍、安太庠、孙建勋、严仁英、芦增雨、李会元、李瑜铭、杨士惠、杨沫、杨春茂、宋世雄、张万雨、张友渔、张秀珍、张秀琴、张国基、张国霞、张秉贵、张腾霄、陈丁茂、陈伦芬、陈希同、陈博仁、林兰英、林雨、季羡林、周冠五、赵炳南、赵紫阳、赵鹏飞、赵燕侠、胡耀邦、段君毅、段宝成、侯宝林、耿玉玲、倪志福、徐庆文、郭映福、浦洁修、诸福棠、黄子云、黄英夫、彭真、董建华、董新菊、韩茂富、傅春明、谢自秾、裘维蕃、雷洁琼、鲍文奎

### 天津市（51名）
于祥云、于淑珍、石培岩、叶惠然、田凝寿、戎学珍、年景林、刘火、刘兴宗、刘芸生、刘瑞香、许德珩、孙志强、孙勤仙、李之珍、李东升、李宁、李忠嬿、李宝荣、李祺祖、李瑞环、李新建、杨天受、杨坚白、杨学敏、杨景明、吴朝义、闵恩泽、张士珍、张再旺、张光寅、陈玉娘、陈伟达、范权、周玉兰、周叔弢、郑振妙、赵今声、赵钧、郝德青、俞霭峰、钱端有、徐大同、郭锡禄、黄仕机、黄志刚、韩权华、路达、廖灿辉、缪天瑞、戴念慈

### 河北省（113名）
丁义朋、丁玉龙、马志杰、王占荣、王志、王连柱、王林、王昌汉、王明启、王宪周、王震、王德林、尹秀春、邓先灿、艾有勤、申礼成、叶广成、田益兰、冯至、冯建章、冯喜银、吕传赞、刘先林、刘兆果、刘军、刘秉彦、刘宗耀、刘炳才、刘维廉、刘新民、关春兰、关哲、关阔、安俊英、孙志奇、孙树桓、孙敬文、孙湘、杜静波、李兴、李敏、李琦、李锋、李璧铣、杨乃俊、杨全德、杨进山、杨定安、杨诗珍、杨振兴、杨家凤、杨淑瑞、吴中枢、吴文焘、吴奇之、何广达、邹立英、沙文翰、张士俊、张戌珍、张庆良、张汝辑、张孝纯、张青山、张珍、张顺、张洁清、張洽、张彬、张亚丽、陈植森、范喜荣、林祖膂、林梅珠、周玉梅、周玉瑄、周恒刚、周振德、郑久芬、郑彦苏、宝音（蒙古族）、赵兰欣、赵星、郗光、姜汉杰、秦志新、夏亨熹、徐文甫、徐绍斌、凌宝银、高庠玉、郭永先、郭志、黄华、黄军军、黄岚、曹恒忱、崔毅、脱师录、阎国钧、梁育信、 葛启、韩学通、韩培甫、傅若梅、傅景新、焦红、楚庄、臧振国、谭永杰、潘公平、潘承孝、魏建崑

### 山西省（70名）
马烽、王二科、王良明、王茂林、王祖侗、王森浩、王增佑、王增慧、区棠亮、牛荫冠、牛桂英、孔庆林、左升、申纪兰、田遇奇、白兴华、冯宏章、冯泽民、邢亦民、师回喜、曲玉生、仲济学、刘光锐、刘纪元、刘静清、关桥、许玉山、阮泊生、李一清、李计银、李运乾、李丽、李学谦、李修仁、李敬平、杨珊珊、杨频、吴松刚、宋劭文、宋谋玚、张万福、张光鉴、张合发、张兴兰、张杰、陆文雄、陈天源、陈介新、陈淑华、陈惠波、陈黑旦、林成谷、林枫、罗贵波、赵庆祥、赵修民、胡文秀、胡舜芝、秦力生、钱学溥、高忠丽、郭兰英、郭佩如、黄环英、蒋时旸、傅昌旺、焦国鼐、谢任之、解进保、潘伊正

### 内蒙古自治区（64名）
才吉尔乎、马明、王国龙、王钰、王铎、王维珍、云曙碧、乌兰夫、乌尼、巴图巴根、占布拉扎布、田文星、尼玛、边云峰、任凭、华祝、旭仁花、刘书景、刘福厚、安德（鄂伦春族）、那仁格日勒、苏庚、杜润生、李树元、李贵、李铁林、李毓英、李翠玲、杨秉祺、沈新发、张计舒、张应琦、张国维、阿拉泰、陈文孝、陈良璧、武衡、呼日乐巴特尔呼和、金岁、周北峰、周荣昌、宝日珠拉吉嘎、赵利新、贺文华、格日勒图、徐向礼、徐树钧、唐洪明、唐章嫒、唐嗣孝、海玉琛、陶克套、崔国良、清格尔泰、蒋兴国、韩丽英、韩晶岩、韩福生、雷乃让、鲍金花、熊铁生、额尔敦楚鲁、潘树俊

### 辽宁省（141名）
于启仁、于杰、马士升、马大沛、马云阁、马玉莲、马龙翔、马光、马振文、马殿峰、王长荣、王丹波、王正立、王永钦、王青云、王坤、王征和、王学善、王建佳、王淑云、王淑芳、王维金、王榕、王赞平、卢盛和、叶兴杰、田福恒、宁汝济、宁佩英、司钦、师昌绪、曲啸、吕卫平、任耀先、全树仁、刘育志、刘宗清、齐凤来、关延新、关丽田、关余安、汤武、许国林、许桂贤、孙建华、严济慈、严载顺、李长春、李玉南、李志民、李秀志、李茂丰、李松堂、李学盈、李根成、李润庭、李盛图、李德深、杨玉兰、杨世明、杨克冰、杨宝清、杨胜东、杨辉、连承智、吴量、何莹台、沈正志、沈越、宋则行、宋丽敏、张万钧、张久荣、张正德、张全、张丽珍、张延杰、张国士、张承武、张莉、张桂兰、张铁军、张健中、张爱萍、张殿利、陆启立、陈祖慰、陈恩凤、陈淑珍、邵嘉瑜、林仪嫒、林勋娟、郁文清、罗国英、周业慎、周忠仁、周厚基、郑平、郑华、经明恩、赵仁清、赵吉祥、赵明轩、赵富、胡亦民、胡国栋、柳文、俞大伟、俞泽猷、姜培禄、姜淑珍、娄尔康、洪盈、秦凤兰、聂勤、夏德昭、钱令希、徐桂兰、爱新觉罗·溥杰、郭可信、郭和夫、郭峰、陶维、曹明远、崔德志、章周芬、阎德义、梁文萱、梁育明、葛泰生、蒋硕安、韩少云、韩吉善、韩健、韩维先、程宝华、程喜昌、傅勤、温玉芝、富平伯、魏富海

### 吉林省（86名）
丁士晟、于克、于林、于彦夫、于海、王力、王大任、王大珩、王占奎、王秀兰、王洪良、王振英、王湘浩、牛天举、毛鹤年、方传流、尹明淑、可沐云、石山、卢立芬、冯英奎、冯辅晋、兰贵禄、邢劭朋、邢茂英、朴文一、朴龙浩、成盛三、吕达、朱秀兰、朱静航、任秀云、向隽殊、刘玉珍、刘克静、刘学宝、刘树林、刘美玉、关山复、关忠煜、关胤华、孙承斌、牟丽芳、杜景成、李元实、李宗铁、杨战韬、杨新人、吴式枢、吴学周、佘永正、邹娟、邹德生、张玉文、张成坤、张殿启、张德馨、陈卫卿、陈淑兰、陈鼎铭、范正一、金永顺、金秀兰、郑英淑、赵南起、赵修、姜占发、娄兆先、索敬贤、柴公仆、徐如人、高狄、高惠兰、黄介林、黄葆同、梅行、曹龙浩、康荣宦、阎洪臣、傅祚鹏、曾孝箴、谢玉文、谢玉林、冀国荣、戴金华、魏承学

### 黑龙江省（124名）
丁仁杰、卜林、于法堂、于祥、于淑珍、马恒昌、马德海、王士贞、王元钧、王化成、王立疆、王守茂、王秀英、王体道、王宗祥、王英利、王忠海、王金陵、王贵、王洪正、王洪图、王桂林、王涛、王继文、王德民、王德育、勾万珍、方大中、尹传鉴、巴风、古宣辉、石春姬、石富、卢喆、白士明、丛深、冯家潮、朱新和、刘开源、刘凤舞、刘玉珍、刘华、刘希武、刘恢先、刘桂琴、刘新春、安振东、孙维宝、孙韬、苏之泉、李长荣、李芝芳、李达、李沛鞠、李树梧、李贵、李淑芹、李景华、杨易辰、肖步阳、吴国芳、吴孟、吴鼎和、邱兴亚、佟玉兰、宋加明、张云卿、张厘、张润生、张维德、张琪、陈光熙、陈华雄、陈俊生、陈剑飞、陈烈民、陈继祥、陈雷、陈蜕、武占廷、季桂艳、金再明、周占鳌、郑祖志、郑隆慧、孟传生、孟辰、孟梅花、赵凤云、赵光吾、赵继凯、赵德尊、柳桂芝、侯绿芬、施文卿、姜圣阶、姜俊奎、洪宝源、聂秉林、莫宝莹、奚绍甲、高永成、高宗义、郭有权、郭志坚、诸懋午、黄葳、黄嘉佑、黄德馨、曹桂凤、常亚杰、麻淑华、康兰泳、梁志义、嵇汉雄、傅华廷、鲁光、谢飚、赖永和、訾显章、颜曼玲、穆晔骏、戴遗山、魏树良

### 上海市（82名）
王应睐、王金大、王健康、王娟华、王雷、贝汉廷、卢于道、包岳顺、朱正仙、朱尔沛、朱学范、朱恒、任新民、向大威、刘佛年、刘念智、刘靖基、江建人、阮崇武、孙梅英、苏步青、李良园、李建国、李逸群、李锐夫、李富荣、杨新才、杨槱、吴作人、吴若安、吴肇光、何葆光、余成洲、谷超豪、应忠发、汪万里、汪道涵、汪猷、沈敏康、张龙祥、张仲礼、张国民、张香桐、张骏祥、张燕、陈之航、陈祖德、陈植、林佳楣、郁蕾娣、周谷城、周妙余、周念邦、周海婴、周恕、郑霖孙、官宝、赵忠尧、赵祖康、荣毅仁、胡立教、胡耐秋、胡桂清、胡厥文、逄树春、祝嘉铭、秦宝兴、袁雪芬、钱信忠、钱端升、钱澄海、殷国芳、高龙璋、高润华、曹文英、蒋兰荪、韩哲一、程晓伍、傅培彬、裔式娟、蔡秀玲、潘其槐

### 江苏省（140名）
丁光训、于道文、马旭升、王一香、王尤珍、王达宣、王厚润、王超、韦钰、卞绍兰、方明、卢衍豪、叶干运、史良、冯元桢、冯瑞林、冯端、吕叔湘、吕保维、朱平仇、朱思明、朱剑、朱夏、伏祥进、华罗庚、刘建、刘树勋、刘瑞龙、许家屯、孙家正、孙颔、严克强、严妹妹、杜子威、李光仪、李庆逵、李宗瑜、李建奎、李顺柱、李绶章、李德桃、杨詠沂、杨明、杨念祖、杨家骃、吴仁宝、吴正山、吴立品、吴光南、吴仲华、吴国金、吴淑琴、吴锡军、吴慧莉、何仁华、何冰皓、何赋硕、汪冰石、沙启亮、沈坚、张允武、张永来、张阿舟、张季龙、张美芳、张钰哲、张娟芬、张继青、张绪武、张福英、陆喦、陈永康、陈至达、陈秋华、陈效华、陈益善、范存忠、茅以升、茅於恭、罗运来、季方珍、周平国、周尔辉、府培生、单宗肃、孟爱芝、胡宁生、胡福明、柳大纲、侯金镐、宦祥保、宦继和、费桂芬、贺善安、袁伟民、顾秀莲、顾诵芬、顾萍、钱小萍、钱元骏、钱松喦、钱家欢、徐同和、徐志球、徐英锐、殷若男、翁心鹤、凌启鸿、唐敏敏、谈文钰、陶佩芬、黄书祥、黄自山、黄斌钊、曹凤娣、曹琬、盛家廉、章臣桓、章瑞英、彭冲、斯霞、董金才、蒋永平、蒋建华、韩本初、韩培信、嵇月香、程维高、程暄生、傅海泉、储江、童朝明、曾涛、窦国仁、管君翔、翟伟良、熊毅、潘多、薛暮桥、魏传读

### 浙江省（121名）
马蒙森、王至善、王季午、王金友、王诚彪、王重九、王美珍、王爱娣、王家恒、贝时璋、文芸、艾青、卢声亮、叶挺镐、叶荣新、匡衍、朱尔梅、朱希拱、朱岳年、朱谱强、任伊森、刘丹、刘渊、汤林美、许步劭、孙家芸、李艺、李玉芳、李伊芳、李承威、李星颉、李惠芬、杨志宽、杨良杜、吴小旋、吴世昌、吴本忠、吴李芳、吴宏美、何佩德、应良登、汪月霞、汪润生、汪静花、沈志荣、沈兹九、沈敏娟、沈鸿、沈善洪、宋瑞甫、张世昌、张秀梅、张美凤、张敏裕、张淑芳、陆达、陆明扬、陆星垣、陆俨少、陈云仙、陈世骧、陈永松、陈有生、陈安羽、陈运铣、陈金洪、陈宗懋、陈祝安、陈桥驿、陈雪芬、陈维章、陈锡强、陈慕榕、林泽萱、林福昌、林耀光、季道藩、金问鲁、金宝花、金善宝、周人正、周志能、周春花、周思余、郑志新、郑树、项淳一、胡英富、胡顺泉、胡愈之、侯虞钧、俞水君、宣国义、姚晓娥、夏鼐、顾功叙、顾世林、钱礼、铁瑛、徐步奎、徐洽时、徐起超、郭绍震、唐由之、唐孟龙、陶荣生、陶健、黄志灿、盛循卿、屠规彰、彭瑞林、董朝才、程纯枢、童铁波、谢振镕、蓝玉、路甬祥、蔡康春、翟银娣、薛驹、瞿国华

### 安徽省（103名）
丁之、卫功兰、马长生、马玉保、马兰、王永聪、马浩谦、王子野、王凤林、王光素、王劲草、王茂、王泽农、王腾蛟、古华安、龙正容、卢正操、叶笃正、光仁洪、朱玉梅、朱扬、任克礼、刘长忍、刘思魁、刘源张、许杰、许学受、孙靖松、孙毓芳、严坤元、苏桦、杜长英、李云龙、李传淮、李忠谊、李学敏、李银锁、杨中勤、杨承宗、杨蔚屏、肖培基、吴东之、吴茂荪、吴建生、何玉秀、何庆天、佟元贞、谷羽、汪旭光、沈时悦、张万舒、张立光、张凯英、张洪祥、张祚荫、张晓兰、张涤华、张新国、陈天任、陈光琳、陈复东、陈庭元、陈爱绮、陈雄、陈登科、邵方铨、林秀蓉、郑顺英、屈光映、孟富林、赵素云、赵敏学、荣广宏、胡开明、胡云龙、钟英、侯时来、侯学煜、俞景莲、洪流、姚建平、秦素娥、夏邦达、顾之玉、徐礼来、徐永康、高玉华、高蔚青、黄学志、黄璜、曹伟民、曹胤祥、梁金堂、葛庭燧、董玉年、董建瓴、韩桂兰、韩祥瑞、程光华、温元凯、楼曾辉、路观平、潘永德

### 福建省（70名）
王一平、王大俊、王世锐、王维韫、王绶琯、邓超、艾胜煌、冯依淼、刘明富、刘培德、江培萱、许鼎力、李少华、李景禧、李温仁、吴愿金、邱锦才、何若人、余宝笙、张文裕、张继中、张翼、陆自奋、陈日亮、陈训明、陈达昌、陈希仲、陈润慈、陈景润、陈德润、林秀娥、林何金、林建民、林碧珍、欧进钢、卓忠疆、罗斯旗、郑惠英、郑福全、项南、胡宏、胡明、胡锡兰、钟赛花、洪永世、洪丝丝、姚智梅、袁爱珠、贾久民、夏美琼、徐凤兴、高士其、郭跃华、郭瑞人、黄年来、黄秀贞、黄明、黄金陵、龚雄、章永明、章椿宝、梁美玉、韩国磐、智世昌、赖爱光、蔡黎、廖阿妹、潘克谅、潘廓祥、戴水霞

### 江西省（83名）
于祖跃、万绍芬、万绍鹤、马继孔、王文才、王发财、王泽、王实先、韦凡昆、邓子华、叶发有、田士毅、吕菊香、朱凤金、向腊玉、刘天泉、刘伟、刘华盛、刘运来、江大杰、许勤、孙天新、牟济宽、李一苏、李天培、李岐山、李国平、李柱、李洪定、杨芳华、吴永乐、沈淑瑾、张本、张冰彬、张修锡、张逢雨、张海峰、张梅娜、陆孝彭、陆宗伟、陈开英、陈观珍、林芳枝、欧阳恒贵、罗日运、罗旭东、金立强、经自麟、赵增益、胡正谒、胡宏庭、胡献可、胡燕玲、柳斌、钟金根（畲族）、贺世民、秦含章、顾毓麟、徐京发、徐海莲、高丕凯、郭季炳、郭诗涌、涂筱萍、黄懋衡、曹绍琼、符式珪、符达、康克清、章莲英、曾庆和、曾昭侃、曾宪彬、裘宗舜、赖抡钧、蔡观林、蔡若虹、蔡奠华、熊学群、黎寿天、颜龙安、潘文伟、戴崇安

### 山东省（173名）
丁云鹏、丁守初、丁枢俭、丁春兰、丁洪望、丁福嵩、于波海、于潮、马湘荣、马锡居、马肇维、王今吾、王永幸、王任之、王守纯、王甫、王秀梅、王垂泰、王受文、王钦、王济夫、王爱华、王惠芳、王锡庶、王殿臣、王韬、王增笃、王耀生、牛会富、牛良、方国玺、方宗熙、石珍荣、卢秀新、帅德福、申玉仁、冯永喜、冯志民、冯展娟、宁德华、皮之先、曲志莲、吕发基、吕家强、吕鸿宾、朱玲、任忠宽、任断愈、刘士兰、刘兰盈、刘先志、刘兴武、刘洪本、刘祚昌、刘敦仁、刘瑞玉、江时、江瑞明、江楠、许玉慧、孙丰琴、孙书九、孙贞先、孙翠英、纪秀芝、苏洪生、苏景亮、李启万、李秋华、李钟平、李洪乃、李晔、李清岷、李淑贞、李惠宗、李善修、杨久贞、杨立功、杨鸣岐、杨洪贵、杨振娟、肖衍雄、邱淑筠、何早英、谷元业、辛显令、汪云琇、宋祥祝、迟民琦、张申一、张承先、张春华、张洪荣、张海涛、张梅林、张德民、陈开明、陈玉广、陈朴先、陈兴芝、陈金香、陈宗昭、邵长珠、邵朗钧、武继三、苑尧堃、林传珍、林红、欧阳光华、金志忠、金溯甫、周炳洪、庞连生、郑建栋、郑俊民、郑锡昌、封居尚、赵永贵、赵守福、赵喜明、赵瑞麟、赵德聚、荆秀英、咸荣海、侯本亭、姜连仓、姜福信、秦和珍、顾振东、党葆实、徐文园、徐沛然、徐学汉、徐学娟、徐眉生、翁维权、高中正、高克亭、高来桐、高启云、郭金明、郭贻诚、唐建文、黄道农、黄醒汉、曹献廷、常丽华、崔久锋、康英宗、章宗江、梁步庭、梁树威、彭梅羹、董令德、董永祥、蒋士和、蒋志坚、蒋富瑞、韩寓群、傅少思、傅曾矩、童和祖、童剑浩、曾文戊、曾呈奎、谢鸿生、路步炎、窦福林、潘承洞、薛湘、戴胜兰、魏延年、魏坚毅

### 河南省（148名）
丁石、于黑丁、马宏远、马明章、王天奖、王化云、王玉芹、王永焕、王守忠、王汝耀、王訢、王更田、王秀荣、王英、王国权、王佩兰、王庚生、王建英、王俊福、王衍惠、王桂兰、王效众、王培春、王银忠、王德忱、韦国清、牛星荣、甘永祥、左明生、石冠卿、卢四川、叶刚、叶鹏、史来贺、冉天成、付洛生、白西川、冯宏顺、冯浩、吉凤仙、吕凤荣、吕永盛、朱家琪、乔清建、伍英发、刘才华、刘玉斋、刘正威、刘作之、刘明才、刘祖德、刘跃忠、刘富功、江琴堂、孙树才、孙景荣、孙善康、买立智、杜均、巫兰英、李士英、李永新、李年海、李宝光、李春艳、李香阁、李润田、李继明、李赋都、李新平、李福祥、杨皂、杨清堂、杨辉、杨景三、吴波、吴绍骙、何竹康、沈忠喜、沈琼、宋振明、宋喜云、张长江、张文生、张文韵、张观澜、张克忠、张荫锡、张雪银、张敬芝、张新玉、张燕刚、陈天然、陈长元、陈正华、陈兆华、陈冰之、陈守予、陈德成、邵文杰、邵玉华、邵球、范美兰、林作楫、杭惠兰、罗士瑜、季明焕、周礼荣、周守正、郑明兰、郑淑真、赵凤羽、赵文甫、赵廷选、赵趁妮、赵谦和、赵福林、荣高棠、胡树理、胡景春、段子俊、段兰英、段汝训、姜建文、祝改焕、耿梦侠、莫如银、栗炳珍、夏岫美、钱琼琍、徐东花、徐能光、徐道蕙、殷蔚申、郭友贤、郭培鋆、郭维淮、海光兴、陶绍斌、黄光正、黄守伍、黄鸿恩、曹策问、常香玉、阎发兵、董民声、蒋建平、程君谷

### 湖北省（112名）
马胜魁、马维清、王之卓、王文宽、王兆国、王旭景、王余兴、王贤玉、王治槐、王美玲、王美婵、王炳南、王根长、王宽中、王翠兰、牛益群、方子云、计至勋、石必孝、龙咸灵、田永才、田寿延、朱邦俊、向延槐、向世明、向极昌、刘叔鹤、江兴凤、许光启、许厚泽、纪卓如、苏先勤、李才、李小珍、李先念、李其凡、李国平、李觉民、李家宏、李家咸、李崇淮、杨小运、杨葆焜、吴官正、余永兰、宋一平、张正明、张光明、张光庭、张忠民、张育全、张空凌、张德广、张德方、张德润、陈丕显、陈传颖、陈华癸、陈忠信、陈秉林、陈泽铭、陈宝霞、陈宗基、陈宜瑜、陈清廉、林一山、林木森、林少南、罗五斤、周执中、项士孝、赵长玉、赵梓森、郝文涛、郝逢武、胡久明、胡和颜、胡惠玲、姚福年、姚蕾、贺桂华、夏以焜、夏菊花、夏温澍、顾大椿、倪鑫锡、徐迟、徐炳兰、高炳炎、唐肖玫、涂建堂、黄汉涛、黄永楷、黄知真、黄春娥、黄陵祥、曹宏勋、曹禺、章文才、梁淑芬、彭志忠、韩宁夫、韩爱萍、曾碧莹、温瑞生、谢滋群、裘法祖、管汉屏、熊传金、潘元璋、潘家成、魏俊红

### 湖南省（112名）
马安健、马璧、王先梅、王国智、王桂芳、王焕明、戈华、文于一、文心正、邓广居、左都洞、龙素梅、卢惠霖、田仲达、吕骥、朱二桢、朱正、朱林古、向仁忠、刘大年、刘云莲、刘正、刘声贵、刘纯辉、刘学义、刘春华、齐寿良、许跃先、许道谦、孙国治、苏玉媛、李小嘉、李光智、李临庄、李津身、李惇谊、李普、李湘成、李静山、杨应修、杨祖树、杨敏之、杨朝昌、肖泽宏、吴占魁、吴运昌、吴晖、吴通行、邱孝培、邱武兴、何福照、邹声扬、邹学宁、张孝先、张明尧、张福财、张德仁、陆冠伟、陈国达、陈秉芝、陈寊、陈萼文、陈彰嘉、幸茂发、林应和、易扬、易政求、罗叔章、罗海藩、周士一、周从玉、周伟华、周炳钊、郑在校、赵春吾、胡克实、胡明桂、侯振挺、姚本琰、姚孟湘、贺良辉、贺湘楚、耿飚、夏桂贞、顾知礼、徐虹、高子曼、高德、唐佛南、唐颖、陶廉、黄金瑞、梅忠秀、梁伟伏、梁志仁、彭六安、彭园春、彭燕郊、蒋良俊、程宏盛、曾正湘、曾北危、曾建徽、曾燕纯、谭冬兰、谭海云、谭景阳、翟立普、潘维俦、薛瑞、霍旭魁、魏洤

### 广东省（163名）
丁庞文、于飞、马德光、王月金、王叙伦、王鉴明、毛文书、方善桂、邓汉光、甘素娥、石慧、卢钟鹤、叶树滋、叶选平、叶道明、邝秉仁、邝健廉、司徒慧敏、伍尚忠、伍觉天、伍禅、任仲夷、庄世平、刘秋容、刘振群、刘景忠、关山月、关宝玲、关富胤、江银欢、汤秉达、许士杰、许广汉、许丽华、许涤新、麦容辉、李花、李连生、李坚真、李灶、李怡森、李建安、李春花、李泉隆、李振权、李菊生、李耀祺、杨云芳、杨光、杨其华、杨惠英、吴文、吴文通、吴丽素、吴柏森、吴秋菊、吴桓兴、吴健民、吴康民、吴章圣、何文、何文端、何英、何贤、余燊、沈永椿、张广、张仕骞、张和畅、张桂英、张超崇、陆达兼、陆希声、陈书凤、陈光保、陈伊林、陈肖霞、陈纮、陈林裕、陈国凯、陈昌骏、陈俊棠、陈祖意、陈植桂、陈燕发、陈壁光、范扬萱、范兴登、林启鸿、林锦儒、罗天、罗元恺、罗征祥、罗雄才、金基凤、金淑仪、周月英、周宜妙、周铮、郑佛标、郑国雄、孟昭兴、赵崇铎、胡绍和、柯平、蚁美厚、钟明、钟震、钟麟、费彝民、姚锦钟、骆运俸、秦伯强、秦晖、莫淦钦、徐代流、徐弗、殷细宽、郭汝铭、郭俊彦、郭硕鸿、唐治安、唐星樵、陶涛、黄开昺、黄友谋、黄玉梅、黄坚英、黄秀华、黄国胜、黄秉维、黄桢权、黄猛忠、黄燕芳、梅日新、梅骅、梅益、盘八一、盘明昌、梁广、梁灵光、梁建明、梁峰、梁渠芳、梁湘、梁燊、寇庆延、程扬波、曾庆存、曾定石、曾鹏、温义莲、温惠珍、谢楠柱、蒲蛰龙、雷宇、蔡赛花、廖承志、谭葆宪、熊恒、黎克强、黎铿、潘炯华

### 广西壮族自治区（86名）
王俊、韦纯束、韦秋梅、韦祯显、韦裕廉、玉文、玉荣均、甘怀义、甘宗容、石兆棠、龙川、龙廷坝、卢潮柱、丘文懿、印武、吕健行、刘竹溪、刘振华、江家福、苏志贤、李宁、李爱媛、李康贵、李朝东、杨永谨、肖雷、吴秀芳、吴妙燊、吴品清、余明炎、张国英、陆伍亭、陆俊廷、陆益栋、陆榕树、陈润芬、陈鸿志、陈琼珍、周飞雄、周凤席、赵乙生、赵明坚、荣其光、钟枫、钟济新、侯世华、贺祥麟、班秀文、袁绍和、莫乃群、贾凤英、徐步基、徐鸣葵、徐涤、唐莲英、黄大宏、黄为治、黄江山、黄荣、黄保尧、黄朝帮、黄鹄、黄碧莹、梅品清、银世豪、符椅军、盘佐杰、梁山、梁玉金、梁昭瑜、覃应机、覃新胡、谢洁芳、谢铁骊、蓝芳畹、蒙其绶、雷开、雷爱祖、谭丕嫥、谭武、谭学军、熊君福、黎玉华、黎惠琼、黎毓明、潘楚华

### 四川省（202名）
丁伟漱、丁厚昌、马力可、马允武、马识途、王子平、王文彬、王先华、王先俊、王先棋、王汝全、王怀文、王彦立、王敖、王淦昌、王谦、王腾波、王德功、王德立、方吉前、尹学明、尹思明、艾廉鉞、古耕虞、石文英、石陞仲、石磊、平措汪阶、叶荫庭、田一平、田维芝、田景琦、史志义、白认、白尚武、冯天铭、冯国良、冯忠镒、冯德民、吉约沙各莫、任明道、刘云波、刘允中、刘耳、刘兴标、刘极常、刘应明、刘昌谟、刘映群、刘恒瑜、江永静、江鸿树、江筱芳、汤宽从、许宁、孙先余、孙传琪、克非、苏克明、杜心源、杜琼书、巫方安、李少言、李世杰、李均、李秉东、李宝树、李奕章、李振、李振邦、李原、李德芬、李缵仁、杨凤、杨邦润、杨析综、杨国攀、杨学君、杨型亮、杨贵元、杨超、杨儒献、肖英、吴大成、吴诸辉、吴盛菊、岑忠全、何万钟、何天宠、何玉兴、何有谨、何仲明、何郝炬、何贵义、何晓清、邹海涛、汪昌惠、宋开元、宋廷秀、张云湘、张凤台、张冬琴、张廷汉、张安居、张灿明、张贤文、张绍先、张要必、张素珍、张萍、张锡君、阿呷约且、阿曾乃莫、陈书舫、陈立棻、陈刚、陈先坤、陈花花、陈昊苏、陈宗柏、陈承志、陈祖湘、陈维福、陈湖、陈麟章、苟文彬、范玉平、果基木古、罗平亚、罗灼礼、罗承烈、罗相文、罗铭、罗琼、罗蛰潭、金锡如、所登、周延纯、周钦岳、周颖、周德兴、庞学、郑方、泽茸、屈全飘、降央伯姆、赵敏光、赵欲樵、赵德清、胡绩伟、柯召、俄日加、俄色、侯光炯、施嘉明、贺逢辰、绒木塔、聂荣贵、索观涛、夏万洁、夏玉冰、夏宗明、钱毋荒、钱惪、徐中舒、徐世群、徐尚志、徐明国、徐崇林、徐僖、高庆狮、高洪恩、高素芳、唐从国、唐昌祥、竞华、黄全春、黄兴荣、黄纬禄、黄贤秀、黄荣昌、曹建猷、曹惠文、康智盛、章增荣、梁武林、隋德美、彭迪先、韩永洪、鲁崇义、曾天华、曾显玉、曾祥文、曾繁威、谢桂芳、臧棣华、裴昌会、翟文蓉、熊复、樊培禄、潘大逵

### 贵州省（73名）
丁运洲、王由仁、王永祥、王秀养、王炳俊、王祖伦、王朝文、王德懋、文明铣、石维英、龙连寿、龙步全、叶辛、包文龙、邢继凤、伍朝飞、刘九珠、刘凤鸣、刘文芝、刘东生、江云仙、安兴华、安毅夫、许猛义、孙树林、苏钢、李学高、李庭桂、李通达、李能雍、李盛芳、杨初桂、杨昌文、杨靖洲、吴邦建、吴向必、吴国年、吴实、沈锷、宋桂仙、张吉斋、张军直、张思根、张桂珍、张晓虹、罗尚才、罗明珠、罗登义、金武宽、周丽丽、赵蓉霞、俞渭江、姜明科、宦乡、费长青、夏页文、钱敏、徐运北、徐章雄、高焕英、郭珍荣、唐思跃、涂光炽、梅庚安、揭根兰、彭兴禄、傅北萍、鲁义权、禄智明、谢培庸、谭学、潘治富、潘莲芬

### 云南省（87名）
八化益、刀安钜、刀国栋、于兰馥、马云从、王义明、王之化、王少岩、王岩刚、王学仁、尹丽凡、邓扒才、卢永祥、白腊者、召存信、朱友明、朱伟杰、朱德祥、刘兴衡、刘志忠、刘卓甫、刘明辉、刘诗嵩、刘德理、关肃霜、孙雨亭、李光华、李全开、李国良、李和才、李荣梦、李桂英、李铮友、李章妹、李榆仙、李福忠、杨玉英、杨占春、杨传江、杨绍鸿、杨维骏、杨德珍、吴征镒、吴锦庄、何波、余江发、张子斋、张天放、张国伟、张微、纳国祥、林元惕、林后模、林德芳、明文才、岩坎章、岩秒、钏本蓁、侬玉梅、金古五斤、金桂兰、金德贵、郑伯克、赵银珊、赵淑萍、胡德华、钟振川、保洪忠、郭立珍、唐家寿、陶发昌、黄自彬、黄素珍、黄桂芳、银恩铭、盘美芳、蒋晓春、普尚义、普朝柱、普照、曾世麟、楚图南、谭开耀、谭庆麟、熊世祯、缪以谨、霍淳

### 西藏自治区（19名）
才旦卓玛、仁增旺杰、吉村、吉普·平措次登、达瓦更巴、达吉、多杰才旦、次成、江中·扎西多吉、阴法唐、阿沛·才旦卓嘎、阿沛·阿旺晋美、林道勋、班禅额尔德尼·却吉坚赞、桑顶·多吉帕姆、桑珠、措姆、普芝、强巴赤列

### 陕西省（71名）
于吉平、马文瑞、王世珍、王任重、王金平、王炎柱、王保京、方济众、史可训、朱春华、刘志鸿、刘荫武、刘宪曾、刘蓟、许秀琴、许宝善、孙玉显、孙达人、孙翠环、牟广钧、严克伦、严佑民、李光忠、李庆伟、李淑英、杨有道、杨南生、杨继海、吴几康、吴祖恺、宋友田、张玉书、张树诚、张德云、陈元方、陈绍蕃、郏拉香、尚长荣、季文美、周子健、周天孝、周雪芹、郑淑子、赵长军、赵建础、赵洪璋、胡采、柯树仁、侯宗濂、夏天、顾芬、徐永基、徐殿明、高荫藻、高登榜、唐照千、谈维煦、符浩、韩元中、惠世恭、舒喆、游恩溥、谢怀德、谢源儒、路端谊、褚衍玉、蔡菊云、熊应栋、潘松辰、霍世仁、魏至旺

### 甘肃省（43名）
马少青、马光宗、马国全、马俊德、王世泰、王秀雨、王宜之、王素香、卢世仁、朱宣人、任天华、任震英、刘有成、刘燕、安玉林、杜亚莉、杜颖、李学禧、李崇正、李登瀛、杨正民、杨汉烈、杨拯美、杨静仁、杨澄中、吴远庆、何宏发、张玉娥、张汝源、张金榜、张星衡、张洪林、张致祥、陈光毅、陈会珍、陈剑虹、拉毛道恒、范锡朋、都大昌、蒋兴章、童若兰、雒鸣嶽、薛金达

### 青海省（17人）
马玉梅、马进福、王毓桂、扎堆、扎喜旺徐、尹道声、孔亚萍、申俊毅、吕义长、李克元、杨元贝、宋林、张文豪、周加、胡嘉宾、夏茸尕布、缪世林

### 宁夏回族自治区（17名）
马青年、马烈孙、马福康、冯茂、吕淑英、严纪彤、李文斌、杨维智、张杰、陈玉书、赵仲修、禹世英、洪梅香、海保仁、梁飞彪、黑伯理、傅玉梅

### 新疆维吾尔自治区（57名）
马木托夫·库尔班、马占奎、王云龙、王恩茂、王彬生、王惠义、王鹤亭、牙合甫·吐拉洪、巴拉提·沙吾提、巴岱、艾买提·肉孜、艾莫尔吾拉、古拉热木、叶秀英、田仲、司马义·艾买提、尼沙汗·牙生、芒力克·肉孜、吐尔地克西、吐尔逊·吾尔沙力、朱鸣刚、色买提买合苏木、刘纯尧、米孜阿合买提、许秀华、孙国城、买买提努尔、孝昌、杨一青、杨永青、吾甫尔·阿不都拉、沙拉美提·阿里木、张学祖、阿木冬·尼牙孜、阿不都沙拉木、阿不都秀库尔·吐尔地、阿布扎尔、阿娜尔汗·托乎提、孜来汗·牙合甫、陈实、陈善明、林智仁、迪牙尔·库马什、帕太木·巴拉提、帕提曼·依敏、哈力别克、哈米提·胡达拜尔地、禹占林、热合甫·阿巴斯、夏熙、铁木尔·达瓦买提、徐百汇、维拉、塔吉汗、廉辉、赛甫拉也夫、赛福鼎

### 台湾省（13名）
卢国松、田富达（高山族）、刘彩品、江水生、李志民、李辰、吴国祯、邱宝云、陈木森、范增胜、林丽韫、郭平坦、蔡子民

### 中国人民解放军（267名）
于努苏夫·艾山、于厚德、马世琳、马占民、马兆昆、马秉臣、王子波、王正、王兰江、王永宁、王成科、王成琪、王庆扬、王秀法、王定烈、王莉莉、王根成、王培禄、王淳、王静敏、王毓周、牛击、毛余、孔从洲、孔昭文、邓世平、邓家泰、玉宗焕、左良、石宗礼、卢胜、叶飞、叶勤、白洪普、冯达、冯征、加米拉、毕皓、吕支东、吕梁、朱伯儒、朱清於、朱敦法、朱勤、朱耀华、乔平、乔英侠、伍坤山、刘玉堤、刘占荣、刘白羽、刘立封、刘有光、刘存智、刘丽琳、刘钊、刘伯堂、刘希凤、刘凯、刘炎田、刘学基、刘春山、刘恒作、刘晓莲、刘喜中、刘锋、刘新增、刘德普、齐仲亨、衣瑞伦、江木参、许胜、孙云汉、孙殿甲、苏章、杜夫、李文卿、李文清、李平、李亚敏、李光军、李同兴、李志成、李希庚、李际祥、李际璟、李宗安、李南晔、李钟玄、李宣化、李培基、李彬、李雪三、李福才、李群、李蔚华、李毓麟、杨力、杨正刚、杨石毅、杨永斌、杨汉文、杨刚、杨秀山、杨英昌、杨杰、杨果凡、杨国宇、杨得志、肖选进、吴光宇、吴罡、吴震、何正文、余秋里、谷景生、宋长庚、宋克达、宋忠贤、宋承志、张广有、张太恒、张中如、张午、张文杰、张秀龙、张怀瑞、张贤约、张岩、张宗文、张南生、张显忠、张贵荣、张振川、张家骥、张敬一、张朝忠、张景华、张楚然、张福成、张殿中、张震寰、张德福、张霖、陈先瑞、陈志彬、陈招娣、陈明义、陈凯、陈爱华、陈继德、陈培民、陈辉、陈景三、陈景藻、陈福接、陈熙、陈鹤桥、邵云行、苗敬芬、林广才、林月琴、林基贵、欧阳毅、尚志功、罗方、罗东进、罗尚功、罗斌、秀卜枚、周衣冰、周约翰、周克玉、周德礼、庞秀廷、郑维山、孟乐天、孟移山、赵双选、赵先顺、赵惠芳、郝永富、郝岩、胡伯华、胡荣贵、胡绪清、钟世镇、钟有煌、段苏权、饶守坤、姜玉田、姜泗长、姜钟、前德门、洪家德、胥光义、姚保钱、贺庆积、袁鸿锦、聂力、莫文骅、夏柱玉、夏夔、顾秉生、党翻身、钱传训、钱绍钧、钱贵、钱贺昌、徐元彬、徐廷泽、徐芳春、徐春阳、徐斌、徐登昆、高兴民、高焕昌、高锐、郭林祥、郭涛、唐佩弦、唐皎、黄玉昆、黄在渔、黄晓廉、黄浩、梅和家、常凤举、崔田民、崔成楠、崔伦、崔星权、崔萍、符先辉、符志洛、康立泽、康明才、康星火、阎琢、梁天惠、梁培英、彭荆风、葛毅、蒋宝华、韩先楚、韩怀智、程必文、傅崇碧、曾绍山、温刚、滑俊、谢正浩、谢有法、蓝丁寿、蒯大伟、甄申、解方、蔡震、蔡德咏、廖汉生、廖海光、谭必仁、翟锡运、黎邦璲、颜青云、潘兆民、潘焱

## 代表变动情况

### 补选
- 北京市：张占林、王玉章
- 辽宁省：刘勉光
- 吉林省：陈秉聪、孙述昌、高德祥、冀国荣
- 江苏省：陈果行、陶大镛、宋汝棼、周珥、李应运、陆文夫、许贤中、曲钦岳、唐念慈
- 河南省：潘天然、宋聿修、张树德
- 广东省：马万祺、杨汉光、廖晖、谭盈科、刘欢源、何流成、陈荫棠、孟庆乎
- 四川省：杨代蒂、徐忠宪、彭绍清、肖秧、凌萝达、李乐民、杨东乔、蒋民宽
- 贵州省：张玉环
- 云南省：王正光、李济五、白佐光
- 中国人民解放军：魏佑铸、颜金生、曹双明
- 天津市：乔维熊、程思远
- 河北省：马艳秋、金汉钟、豪杰、董耐芳、赵燕、
- 浙江省：韩祯祥、王厚德、冯之浚、蔡义江
- 福建省：程序
- 安徽省：裘劭恒、王光宇、叶笃正
- 山东省：芦新华、李振
- 广西壮族自治区：潘柳英
- 陕西省：陆毅中
- 上海市：江泽民、汪品先、徐鹏
- 湖南省：焦林义、彭清源
- 青海省：郁文
- 新疆维吾尔自治区：宋汉良、尕文祥
- 山西省：李春林、苗混瞒、徐生旺
- 黑龙江省：李剑白、王金陵
- 台湾省：蔡子民
- 湖北省：郭振

### 撤销代表资格
- 河北省：马志杰
- 广西壮族自治区：贾凤英

### 罢免
- 江苏省：朱平仇
- 湖北省：黄汉涛
- 湖南省：彭燕郊
- 贵州省：李能雍
- 中国人民解放军：刘恒作、李际璟、康星火